# Alojz Zorc
Alojz Zorc, slovenski geolog in rudarski strokovnjak, * 17. julij 1912, Dobrova, † 18. avgust 1963, El Kef, Tunizija.

## Življenje in delo
Diplomiral je leta 1939 na ljubljanski Tehniški fakulteti. Po diplomi je v letih 1939−1946 služboval v Zenici, na Jesenicah, v Ljubljani in Köflachu (Avstrija), nato do 1956 v mežiškem rudniku in tam med drugim ustanovil in vodil geološko službo. Posvetil se je študiju geološke, stratigrafske in tektonske zgradbe mežiških rudišč in okolice ter utemeljeval sedimentalni nastanek svinčevo-cinkovih orudenj (Rudarsko geološka karakteristika rudnika Mežica, 1955). Po krajših zaposlitvah v drugih rudarskih središčih v Jugoslaviji (Zletovo, Bor), se je 1958 zaposlil v rudniku živega srebra v Idriji in poskrbel za njegovo tehniško posodobitev. Pri raziskavah svinčevo-cinkovih rudišč v Tuniziji se je smrtno ponesrečil.

## Družina
Poročil se je z Marijo Zubalič (1917−2011), rodili so se jima trije otroci: Vanja, Jože in Slavko. Njun rod nadaljujejo tudi pet vnukov in dva pravnuka.